# Королівська консерваторія в Брюсселі
Королівська консерваторія в Брюсселі (фр. Conservatoire royal de Bruxelles, нід. Koninklijk Conservatorium Brussel) — вищий навчальний заклад музичного профілю у столиці Бельгії — Брюсселі.
Заснована в 1832 р. З 1876 р. займає будівлю, яка була спеціально для неї споруджена за проєктом архітектора Жана-П'єра Клейсенара. З 1967 р. розділена на організаційно незалежні франкомовний і нідерландськомовний підрозділи. Нідерландськомовна частина консерваторії, яка входить до складу Erasmushogeschool Brussel, також має викладання англійською мовою і зазвичай є престижнішою, ніж французькомовна, та має вищий академічний рейтинг.
Брюссельська консерваторія має багату музичну бібліотеку. Вона містить близько 250 000 книг з музики, музикознавства та музичної педагогіки, а також невелику колекцію записів (переважно на вінілі). Каталог був розроблений для нідерландськомовної консерваторії. Бібліотека відкрита для відвідування.

## Очільники консерваторії
- Франсуа Жозеф Феті (1833—1871)
- Франсуа Огюст Геварт (1871—1908)
- Едгар Тінель (1908—1912)
- Леон Дюбуа (1912—1925)
- Жозеф Йонген (1925—1939)
- Леон Йонген (1939—1949)
- Марсель Пот (1949—1966)

## Відомі викладачі
- Жан Дезіре Арто
- Шарль Огюст де Беріо
- Анрі В'єтан
- Дезіре Дефо
- Ежен Ізаї
- Адрієн Франсуа Серве
- Сезар Томсон
- Юбер Леонар
- Ойстрах Ігор Давидович
- Люсьєн Петіпа
- Марі Плеєль

## Відомі випускники
- Ісаак Альбеніс
- Артюр Грюмьо
- Вінсент Ґрасс
- Александра Давид-Неель
- Брам Елдерінг
- Жозеф Дюпон
- Лорен Капеллуто
- Анн Косенс
- Павло Коханський
- Дімітріс Мітропулос
- Хесус де Монастеріо
- Маріус Петіпа
- Поль Манандіз
- Андре Ріє
- Реймон Руло
- Адольф Сакс
- Жюль де Сверт
- Таборовський Станіслав Йосипович
- Лара Фабіан
- Фіала Юрій